# ألبرت بيرد (دراج)
ألبرت بيرد (بالإنجليزية: Albert Byrd)‏ هو دراج أمريكي، ولد في 28 نوفمبر 1915 في شيكاغو في الولايات المتحدة، وتوفي في 26 يونيو 1990.

## وصلات خارجية
- ألبرت بيرد على موقع إحصائيات الدراجات الإحترافية (الإنجليزية)
- ألبرت بيرد على موقع أوليمبيديا (الإنجليزية)